# Oscaruddelingen 1964
Oscaruddelingen 1964 var den 36. oscaruddeling, hvor de bedste film fra 1963 blev hædret af Academy of Motion Picture Arts and Sciences. Uddelingen blev afholdt 13. april i Santa Monica Civic Auditorium i Santa Monica, Californien, USA. 

## Priser
| Bedste Film | Bedste Instruktør |
| --- | --- |
| - Tom Jones - Amerika, Amerila - Cleopatra - Vi vandt vesten - Markens liljer | - Tony Richardson – Tom Jones - Elia Kazan – Amerika, Amerika - Martin Ritt – Den utæmmelige - Otto Preminger – Kardinalen - Federico Fellini – 8½ |
| Bedste Mandlige Hovedrolle | Bedste Kvindelige Hovedrolle |
| - Sidney Poitier – Markens liljer - Paul Newman – Den utæmmelige - Albert Finney – Tom Jones - Rex Harrison – Cleopatra - Richard Harris – Livets pris | - Patricia Neal – Den utæmmelige - Rachel Roberts – Livets pris - Shirley MacLaine – Irma la Douce - Natalie Wood – En nat med en fremmed - Leslie Caron – Vinkelværelset |
| Bedste Mandlige Birolle | Bedst Kvindelige Birolle |
| - Melvyn Douglas – Den utæmmelige - Hugh Griffith – Tom Jones - John Huston – Kardinalen - Bobby Darin – Militærlægen Kaptajn Newman - Nick Adams – Anklagen er mord! | - Margaret Rutherford – Hotel International - Lilia Skala – Markens liljer - Diane Cilento – Tom Jones - Edith Evans – Tom Jones - Joyce Redman – Tom Jones |
| Bedste Originale Manuskript | Bedste Filmatisering |
| - Vi vandt vesten – James R. Webb - 8½ – Federico Fellini, Ennio Flaiano, Tullio Pinelli og Brunello Rondi - Amerika, Amerika – Elia Kazan - En nat med en fremmed – Arnold Schulman - Le quattro giornate di Napoli – Carlo Bernari, Vasco Pratolini, Nanni Loy, Pasquale Festa Campanile og Massimo Franciosa | - Tom Jones – John Osborne - Markens liljer – James Poe - Militærlægen Kaptajn Newman – Richard L. Breen , Phoebe Ephron og Henry Ephron - Den utæmmelige – Irving Ravetch og Harriet Frank, Jr. - Søndage med Cybèle – Antoine Tudal og Serge Bourguignon |
| Bedste Udenlandske Film | Bedste Sang |
| - 8½ ( Italien) - Koto ( Japan) - Los Tarantos ( Spanien) - Kniven i vandet ( Polen) - Ta kokkina fanaria ( Grækenland) | - "Call Me Irresponsible" fra Papa's Delicate Condition – Musik af Jimmy Van Heusen; Tekst af Sammy Cahn - "So Little Time" fra Femoghalvtreds dage i Peking – Musik af Dimitri Tiomkin; Tekst af Paul Francis Webster - "Charade" fra Charade - tre mand frem for en enke – Musik af Henry Mancini; Tekst af Johnny Mercer - "It's a Mad Mad Mad Mad World" fra Hopla, vi lever! – Musik af Ernest Gold; Tekst af Mack David - "More" fra Mondo cane – Musik af Riz Ortolani og Nino Oliviero; Tekst af Norman Newell |
| Bedste Dokumentar | Bedste Korte Dokumentar |
| - Robert Frost: A Lover's Quarrel With the World - Le Maillon et la Chaine - The Yanks Are Coming | - Chagall - The Five Cities of June - The Spirit of America - Thirty Million Letters - To Live Again |
| Bedste Kortfilm | Bedste Korte Animationsfilm |
| - La rivière du hibou - Koncert - Home-Made Car - Six-Sided Triangle - That's Me | - The Critic - Automania 2000 - Igra - My Financial Career - Pianissimo |
| Bedste Originale Musik | Bedste Bearbejdede Musik |
| - Tom Jones – John Addison - Femoghalvtreds dage i Peking – Dimitri Tiomkin - Cleopatra – Alex North - Vi vandt vesten – Alfred Newman and Ken Darby - Hopla, vi lever! – Ernest Gold' | - Irma la Douce – Andre Previn - En ny slags kærlighed – Leith Stevens - Bye Bye Birdie – Johnny Green - Da kongen var knægt – George Bruns - Søndgae med Cybèle – Maurice Jarre |
| Bedste Lydeffekter | Bedste Lydredigering |
| - Hopla, vi lever! – Walter G. Elliott - Himlens vovehalse – Robert L. Bratton | - Vi vandt vesten – Franklin Milton - Bye Bye Birdie – Charles Rice - Militærlægen Kaptajn Newman – Waldon O. Watson - Cleopatra – James Corcoran, Fred Hynes - Hopla, vi lever! – Gordon E. Sawyer |
| Bedste Scenografi, Sort og Hvid | Bedste Scenografi, Farver |
| - Amerika, Amerika – Gene Callahan - 8½ – Piero Gherardi - Den utæmmelige – Hal Pereira, Tambi Larsen, Sam Comer og Robert R. Benton - En nat med en fremmed – Hal Pereira, Roland Anderson, Sam Comer og Grace Gregory - Anklagen er mord! – George Davis, Paul Groesse, Henry Grace og Hugh Hunt              | - Cleopatra – John DeCuir, Jack Martin Smith, Hilyard Brown, Herman Blumenthal, Elven Webb, Maurice Pelling, Boris Juraga, Walter M. Scott, Paul S. Fox og Ray Moyer - Pas på ungkarlene – Hal Pereira, Roland Anderson, Sam Comer og James W. Payne - Vi vandt vesten – George Davis, William Ferrari, Addison Hehr, Henry Grace, Don Greenwood, Jr. og Jack Mills - Kardinalen – Lyle Wheeler og Gene Callahan - Tom Jones – Ralph Brinton, Ted Marshall, Jocelyn Herbert og Josie MacAvin                           |
| Bedste Fotografering, Sort og Hvid | Bedste Fotografering, Farver |
| - Den utæmmelige – James Wong Howe - Markens liljer – Ernest Haller - En nat med en fremmed – Milton Krasner - The Balcony – George Folsey - The Caretakers – Lucien Ballard | - Cleopatra – Leon Shamroy - Vi vandt vesten – William H. Daniels, Milton Krasner, Charles Lang, Jr. og Joseph LaShelle - Irma la Douce – Joseph LaShelle - Hopla, vi lever! – Ernest Laszlo - Kardinalen – Leon Shamroy |
| Bedste Kostumer, Sort og Hvid | Bedste Kostumer, Farver |
| - 8½ – Piero Gherardi - The Stripper – Travilla - Skjult begær – Bill Thomas - Ægtemand på afveje – Edith Head - En nat med en fremmed – Edith Head | - Cleopatra – Irene Sharaff, Vittorio Nino Novarese og Renie Conley - Vi vandt vesten – Walter Plunkett - En ny slags kærlighed – Edith Head - Leoparden – Piero Tosi - Kardinalen – Donald Brooks |
| Bedste Klipning | Bedste Visuelle Effekter |
| - Vi vandt vesten – Harold F. Kress - Cleopatra – Dorothy Spencer - Kardinalen – Louis R. Loeffler - Den store flugt – Ferris Webster - Hopla, vi lever! – Frederic Knudtson, Robert C. Jones and Gene Fowler, Jr.                                                                                              | - Cleopatra – Emil Kosa, Jr. - Fuglene – Ub Iwerks |

### Irving G. Thalberg Memorial Award
- Sam Spiegel